# Jung Jae-eun
Jung Jae-eun (정재은?; 11 gennaio 1980) è un'ex taekwondoka sudcoreana.

## Palmarès

### Olimpiadi
- 1 medaglia:
  - 1 oro (Sydney 2000 nei 57 kg)

### Mondiali
- 3 medaglie:
  - 2 ori (Hong Kong 1997 nei pesi piuma; Jeju 2001 nei pesi gallo)
  - 1 argento (Edmonton 1999 nei pesi gallo)